# OMG (싱글 앨범)
| 전문가 평가 | 전문가 평가 |
| 평가 점수   | 평가 점수   |
| 출처        | 점수        |
| ----------- | ----------- |
| NME         | [ 1 ]       |

OMG는 대한민국의 걸그룹 NewJeans의 첫 번째 싱글 음반이다. 2023년 1월 2일 ADOR에 의해 발매되었다. 이 음반에는 동명의 리드 싱글과 2022년 12월 19일 싱글 음반 발매 이전에 공개된 "Ditto"가 수록되어 있다.

## 배경
NewJeans는 2022년 8월 1일 첫 번째 확장 플레이 New Jeans를 발매했으며, 이는 전 세계 차트에서 강한 존재감을 보이며 상업적, 비평적 성공을 거두었다. 2022년 11월, 민희진이 이끄는 ADOR의 모회사인 하이브는 회사의 미래에 대한 온라인 브리핑에서 퀸텟이 1월에 새로운 싱글 음반을 발매할 것이라고 확인했다.

## 발매 및 홍보
11월 10일, 하이브의 연례 유튜브 커뮤니티 브리핑에서 박지원 CEO는 NewJeans가 2023년 1월 2일 첫 번째 싱글 음반 OMG를 발매하며 컴백할 예정이라고 발표했다. 같은 날, 이 싱글 음반이 그룹의 데뷔 음반 New Jeans 제작 당시 이미 기획된 타이틀곡과 12월 19일에 공개될 선공개 싱글로 구성될 것이라고 밝혀졌다. 12월 12일, 90년대 크리스마스 비주얼에서 영감을 받은 첫 티저가 공개되었다. 두 티저 모두 로고 중앙에 토끼가 뛰어다니는 모습을 보여주는데, 이는 그룹의 팬덤인 "버니즈"를 상징한다. 같은 날, "Ditto"라는 선공개곡의 이름이 공개되었다.

## 구성
싱글 음반에는 동명의 리드 싱글과 "Ditto"를 포함한 두 곡이 수록되어 있다. 대한민국 언론 매체에 대한 짧은 성명에서 ADOR 민희진 CEO는 "데뷔 음반이 뉴진스의 여름을 보여주었다면, 이번 싱글 음반은 뉴진스의 겨울을 보여줄 것"이라고 말했다.

## 곡 목록
| #            | 제목         | 작사                            | 작곡                             | 편곡         | 재생 시간 |
| ------------ | ------------ | ------------------------------- | -------------------------------- | ------------ | --------- |
| 1.           | 〈OMG〉      | Gigi Ylva Dimberg 하니          | 박진수 Ylva Dimberg David Dawood | 박진수       | 3:32      |
| 2.           | 〈Ditto〉    | Ylva Dimberg 검정치마 우효 민지 | 250 Ylva Dimberg                 | 250          | 3:06      |
| 총 재생 시간 | 총 재생 시간 | 총 재생 시간                    | 총 재생 시간                     | 총 재생 시간 | 6:38      |

## 차트
| 차트 (2023)                       | 최고 순위 |
| --------------------------------- | --------- |
| 벨기에 앨범 (울트라탑 플랑드르)   | 69        |
| 벨기에 앨범 (울트라탑 왈로니아)   | 173       |
| 크로아티아 해외 음반 (HDU)        | 13        |
| 2                                 |           |
| 일본 통합 싱글 (오리콘)           | 1         |
| 일본 톱 싱글 판매량 (빌보드 재팬) | 2         |
| 포르투갈 앨범 (AFP)               | 8         |
| 대한민국 음반 (써클)              | 1         |

| 차트 (2023)          | 최고 순위 |
| -------------------- | --------- |
| 일본 (오리콘)        | 11        |
| 대한민국 음반 (써클) | 2         |

| 차트 (2023)             | 순위 |
| ----------------------- | ---- |
| 일본 통합 싱글 (오리콘) | 3    |
| 대한민국 음반 (써클)    | 24   |

## 인증 및 판매량
| 국가                        | 인증        | 판매량/출하량 |
| --------------------------- | ----------- | ------------- |
| 일본                        | —           | 35,418        |
| 대한민국 (KMCA)             | 1× 밀리언   | 1,297,059     |
| 대한민국 (KMCA) 위버스 앨범 | 1× 플래티넘 | 491,216       |

## 발매 역사
| 지역     | 날짜            | 형식                     | 레이블    | Ref.   |
| -------- | --------------- | ------------------------ | --------- | ------ |
| 다수     | 2023년 1월 2일  | 디지털 다운로드 스트리밍 | ADOR      | [ 26 ] |
| 대한민국 | 2023년 1월 2일  | CD                       | ADOR      | [ 27 ] |
| 미국     | 2023년 3월 10일 | CD                       | ADOR 게펀 | [ 28 ] |